# Requiem pour Philip K. Dick
Requiem pour Philip K. Dick (titre original : Philip K. Dick is dead, alas) est un roman de science-fiction de Michael Bishop paru en 1987. Il a été publié en France en 1997 dans une traduction de Paul Villon dans la collection Présences des éditions Denoël.
Requiem pour Philip K. Dick est un roman-hommage-pastiche des romans de science-fiction de Philip K. Dick. En particulier il reprend la structure du Maître du Haut Château (c'est une uchronie) dans l'univers de Coulez mes larmes, dit le policier. Le livre est un témoignage de l'importance prise par Dick (aussi bien le personnage que son œuvre) auprès des lecteurs et des écrivains américains.

## Présentation
Dans ce roman, les États-Unis ont une situation historique uchronique. Le Président Nixon est éternellement réélu, une dictature de type faciste s'est développée. Les États-Unis ont vaincu l'Union Soviétique ; le Viet-Nam s'apprête à devenir le cinquante et unième état ; la Lune a été colonisée. Tous les opposants radicaux ont été éliminés. 

Dans cette uchronie le romancier Philip K. Dick y a fait une honorable carrière avec ses romans « réalistes » mainstream. Ses romans « non-réalistes » n'ont jamais été publiés, mais ils circulent sous forme de copies clandestines dans un réseau d'amateurs militants.
Le roman démarre à la mort de Dick, en 1982. Son « corps immatériel » quitte son corps terrestre et va rendre visite à un de ses admirateurs secrets, Cal et à son épouse, Lia qui est psychologue. Cal ne sait pas qu'il est espionné par son libraire Loan, ex-vietnamien « américulturé », soumis à un chantage de la part de Grace Rinehart, ex-vedette Hollywoodienne, devenue une des dirigeantes du parti d'extrême-droite au pouvoir. Sur la colonie lunaire, il se passe des choses étranges : suicides, visions hallucinatoires.
Le récit est structuré comme un roman de Dick, mais ses éléments sont également inspirés de Dick : sa haine du président Richard Nixon et de ses sbires (comme dans Coulez mes larmes, dit le policier), ses personnages de paumés qui ont du mal à gagner leur vie et qui monologuent de façon paranoïaque sur le monde qui les entoure ; les raccourcis hiérarchiques (un personnage subalterne peut rencontrer de très hauts personnages en direct) ; les grands personnages qui essaient de recruter les subalternes pour leurs œuvres, hautes et basses ; la mort des proches ; la drogue ; les animaux domestiques ; les hallucinations, la psychiatrie, les jeux entre le réel et l'imaginaire (des univers parallèles psychiques) ; des êtres insignifiants qui sont aussi des dieux, avec allusions « christiques » et citations de Saint Paul ; les livres dans les livres. Le retournement final fait référence à la dernière période, mystique (La Trilogie divine), de Dick.